# استبان سالس
استبان سالس (انگلیسی: Esteban Salles؛ زادهٔ ۲ مارس ۱۹۹۴) بازیکن فوتبال اهل فرانسه است.